# Leben
Leben è il terzo album in studio del musicista, produttore e compositore tedesco Christopher von Deylen, pubblicato sotto il nome del suo progetto musicale di maggior successo: Schiller. L'album, dalle sonorità tendenti al trance-pop, vanta delle collaborazioni importanti per quanto riguarda le parti cantate (in lingua inglese): hanno difatti partecipato, tra gli altri, Sarah Brightman, Alexander Veljanov e, come nell'album precedente, Peter Heppner.

## Tracce
1. Willkommen (UK: Welcome) (feat. Parlato: Franziska Pigulla) – 1:29 (Von Deylen)
2. Sommerregen (UK: Summer Rain) – 3:54 (Von Deylen)
3. I've Seen It All (feat. Maya Saban) – 4:51 (Von Deylen)
4. Zukunft (UK: Future) – 4:34 (Von Deylen)
5. Liebe (UK: Love) (feat. Voce: Mila Mar, Parlato: Jürgen Thorman) – 4:06 (Hachfeld, von Deylen)
6. Einklang (UK: Accord / Harmony) – 4:42 (Von Deylen)
7. I Miss You (feat. Voce Maya Saban, Chitarra acustica ed elettrica: Mickey Meinert) – 6:03 (Von Deylen)
8. Leben...I Feel You (feat. Voce: Heppner) – 5:35 (Heppner, von Deylen)
9. Mittelerde (UK: Middle Earth) – 4:54 (Von Deylen)
10. The Smile (feat. Voce: Sarah Brightman), Chitarra acustica ed elettrica: Mickey Meinert) – 5:34 (Von Deylen)
11. Dreiklang (UK: Triad) – 4:30 (Schnakenberg, von Deylen)
12. Babel (feat. Voce: Mila Mar) – 4:22 (Hachfeld, von Deylen)
13. Desire (feat. Voce: Veljanov) – 4:02 (Veljanov)
14. Stille (UK: Quiet) – 4:05 (Von Deylen)
15. Vergangenheit (UK: Past) – 4:00 (Von Deylen)
16. Delicately Yours (feat. Voce: Kim Sanders, Chitarra acustica ed elettrica: Mickey Meinert) – 4:58 (Sanders)
17. Ausklang (UK: Finale / Conclusion) (feat. Chitarra acustica ed elettrica: Mickey Meinert) – 3:45 (Von Deylen)

Durata totale: 75:24